# Andrew Kellaway

a Compétitions nationales et continentales officielles uniquement.

b Matchs officiels uniquement.
Dernière mise à jour le 11 juillet 2024.
Andrew Kellaway, est né le 12 octobre 1995 à Sydney (Australie), est un joueur  international australien de rugby à XV jouant principalement aux postes d'ailier ou d'arrière.

## Carrière

### En club
Andrew Kellaway commence commence à jouer au rugby avec le club du Hunters Hill Rugby Club (en), basé dans la banlieue de Sydney, et évolue avec cette équipe jusqu'en junior. Il joue aussi avec l'équipe de son lycée, le Scots College (en) de Sydney, avec qui il remporte le championnat régional lycéen en 2013. De même, il représente l'équipe des moins de 20 ans des Waratahs, représentant l'État de Nouvelle-Galles du Sud, dans les compétitions nationales junior.
En 2013, il rejoint le club amateur de Randwick, évoluant en Shute Shield. Il joue son premier match avec cette équipe, en tant que remplaçant, le 28 mars 2013 contre Eastern Suburbs,. Rentré une quinzaine de minutes en fin de match, il inscrit un essai à cette occasion.
Après seulement quelques minutes sous le maillot de Randwick, et à seulement 18 ans, il est recruté en avril 2014 dans l'effectif professionnel de la franchise de Super Rugby des Waratahs, qui font alors face à de nombreuses blessures dans les lignes arrières. Il ne dispute cependant aucune rencontre lors de la saison, qui voit les Waratahs remporter la compétition. Il termine ensuite la saison de Shute Shield avec Randwick, disputant six autres matchs, et marquant quatre essais.
Plus tard la même année, il rejoint les NSW Country Eagles pour disputer le NRC nouvellement créé. Il s'impose rapidement comme un élément important de son équipe, et termine la saison comme meilleur marqueur de la compétition, avec neuf essais inscrits en autant de matchs,.
Dans la foulée de cette première saison réussie au niveau professionnel, il est retenu dans le groupe élargi des Waratahs pour la saison 2015 de Super Rugby,. Il ne dispute toujours pas de rencontre.
Il obtient un contrat professionnel avec les Waratahs la saison suivante, et fait finalement ses débuts en Super Rugby à l'occasion d'un match contre les Melbourne Rebels le 3 avril 2016,. Malgré un effectif étoffé, il devient le titulaire au poste d'arrière pour le restant de la saison, en profitant du replacement d'Israel Folau au centre,. Après cette bonne première saison de Super Rugby, il prolonge son contrat pour deux saisons supplémentaires, soit jusqu'en 2018.
Lors des deux saisons suivantes, il ne connaît que peu de temps de jeu (onze matchs), à cause d'une blessure à la gorge en 2017, puis une blessure au pied en 2018,.
Afin de relancer sa carrière, il décide de rejoindre le club anglais des Northampton Saints pour la saison 2018-2019 de Premiership,. Beaucoup utilisé en début de saison, ses apparitions se font finalement de plus en plus rares au fil de la saison, et il décide de quitter le club en juin 2019 afin de retourner en Australie.
Avant de faire son retour dans son pays natal, il fait une pige en Nouvelle-Zélande avec la province des Counties Manukau pour la saison 2019 de NPC. Il joue dix rencontres au cours de la saison.
Par la suite, il rejoint la franchise des Melbourne Rebels pour la saison 2020 de Super Rugby,. Son arrivée dans cette équipe se révèle rapidement être une réussite, puisqu'il réussit à inscrire sept essais en six matchs, avant que la saison ne soit interrompue à cause de la pandémie de Covid-19,. Il dispute également le Super Rugby AU plus tard la même année.
Malgré son retour probant en Super Rugby, il décide signer un contrat d'une saison avec le club japonais des NEC Green Rockets évoluant en Top League,.
Son passage au Japon est cependant de courte durée, puisqu'il fait son retour aux Rebels en juin 2021, au cours de la saison 2021 de Super Rugby.
À la fin de la saison 2024, les Rebels sont exclus du Super Rugby en raison de problèmes financiers, et Kellaway se retrouve alors sans club. Dans la foulée, il signe un contrat de deux saisons avec son ancienne équipe des Waratahs.

### En équipe nationale
Andrew Kellaway joue avec la sélection scolaire australienne (en) en 2012 et 2013,.
Il est retenu avec l'équipe d'Australie des moins de 20 ans pour disputer le championnat du monde junior en 2014. Il termine meilleur marqueur de la compétition avec dix essais en cinq matchs disputés. Il bat alors le record d'essai marqué dans un mondial junior, record précédemment codétenu par Zac Guildford et Julian Savea. Il est à nouveau sélectionné pour l'édition suivante, cette fois en tant que capitaine de sa sélection.
En novembre 2016, il est sélectionné en tant que « apprenti » avec les Wallabies par le sélectionneur Michael Cheika, afin de participer aux entraînements, et à la tournée en Europe. Il ne connaît aucune sélection officielle lors de la tournée, mais joue tout de même un match contre les Barbarians français à Bordeaux.
Après presque cinq ans d'absence, il est rappelé en sélection en juin 2021 par le sélectionneur Dave Rennie pour préparer la série de test-matchs contre la France. Il obtient sa première cape internationale le 7 juillet 2021 contre la France à Brisbane. Sa première saison au niveau international se révèle être d'une très bonne facture, puisqu'il s'impose rapidement au poste d'ailier, et inscrit neuf essais en treize rencontres,. Il termine le Rugby Championship 2021 comme meilleur marqueur avec sept essais inscrits, dont un triplé face à l'Argentine le 2 octobre 2021. En décembre, il est nommé pour le titre de « révélation internationale de l'année » par World Rugby, mais il est finalement devancé par le néo-zélandais Will Jordan.
Le 10 août 2023, il est annoncé au sein du groupe australien de 33 joueurs sélectionnés pour disputer la Coupe du monde 2023 en France. Il joue deux matchs lors de la compétition, à chaque fois titulaire au poste d'arrière.

## Statistiques
Au 11 juillet 2024, Andrew Kellaway compte 39 capes en équipe d'Australie, dont 34 en tant que titulaire, depuis le 7 juillet 2021 contre l'équipe de France à Brisbane. Il marqué 13 essais (65 points).
Il participe à trois éditions du Rugby Championship, en 2021, 2022 et 2023. Il dispute onze rencontres dans cette compétition.

## Palmarès

### En club
- Finaliste du National Rugby Championship avec les NSW Country Eagles en 2016 et 2017.

### Distinctions personnelles
- Meilleur marqueur du Championnat du monde junior en 2014 (10 essais).
- Meilleur marqueur du Rugby Championship en 2017 (7 essais).